# 武雄ジャンクション
武雄ジャンクション（たけおジャンクション）は、佐賀県武雄市にある、長崎自動車道と西九州自動車道を結ぶジャンクションである。なお、当JCT～武雄南ICは西九州自動車道ではなく、九州横断自動車道長崎大分線（高速自動車国道）として整備されている。

## 接続する道路
- E34 長崎自動車道（6番）
- E35 西九州自動車道（6番）

## 周辺
- 武雄温泉
- 嬉野温泉
- 塩田津の町並み（重要伝統的建造物群保存地区）

## 歴史
- 1989年11月30日：国道35号として、波佐見有田IC - 武雄南IC間開通。
- 1990年1月26日：長崎自動車道として、武雄南IC - 当JCT間開通。また、武雄北方IC - 大村IC間開通により、当JCTと接続。

## 隣
E34 長崎自動車道
(7) 嬉野IC/BS - (6) 武雄JCT - 川登SA - (5) 武雄北方IC
E35 西九州自動車道
(2) 波佐見有田IC - (6) 武雄JCT / (1) 武雄南IC（長崎道方面からの流出は不可）